# 元諧
元 諧（げん かい、生没年不詳）は、中国の隋の軍人・政治家。本貫は河南郡洛陽県。

## 経歴
若いとき国子監で楊堅とともに授業を受けて、交友関係を結んだ。後に軍功により、大将軍に累進した。580年、楊堅が丞相となると、召されて側近となった。尉遅迥が乱を起こすと、尉遅迥の派遣した兵が小郷を攻撃したので、元諧はこれを撃破した。581年、隋が建国されると、位は上大将軍に進み、楽安郡公に封ぜられた。律令の改定に参与した。
吐谷渾が涼州に進攻してくると、元諧は行軍元帥となり、行軍総管の賀婁子幹・郭竣・元浩ら数万を率いて、吐谷渾軍を討った。吐谷渾の定城王鍾利房が3000騎を率いて渡河してきて、党項と連合した。元諧は出兵して鄯州から青海に入り、その退路をさえぎった。両軍は豊利山で会戦し、元諧は吐谷渾軍を撃破した。吐谷渾の太子の可博汗が5万騎を率いて隋軍を襲うと、元諧はこれを迎え撃って破った。追撃すること30里あまり、捕虜や殺害した者は万を数え、吐谷渾の名王17人と公侯13人が部下を率いて降伏してきた。功績により元諧は柱国の位を受けた。寧州刺史に任ぜられ、善政で知られた。後に免職された。
元諧と王誼は任用されないまま、つきあいを持っていた。ある胡僧が元諧と王誼が叛乱を計画していると告発したので、文帝（楊堅）はその件を調べさせたが、実体がなかったので、文帝はかれらをさとして許した。しばらくして王誼が処刑されると、元諧は文帝にうとまれるようになった。
数年後、元諧は元滂・田鸞・祁緒らとともに叛乱を計画していると告発された。元諧は祁緒とともに党項を引き入れて巴蜀を分断しようとしているとされた。また元諧は広平王楊雄と左僕射高熲を排除するため、誹謗をおこなったとされた。また元諧は「わたしが主人であり、殿上にいる者は賊である」と元滂に言ったとされた。また元諧が元滂に望気させると、元滂は「かの雲は狗がうずくまり鹿が走るのに似ている。我らに福徳のある雲にちがいない」と言ったとされた。文帝は激怒して、元諧・元滂・田鸞・祁緒はともに処刑され、その家族の属籍は剥奪された。

## 伝記資料
- 『隋書』巻四十 列伝第五
- 『北史』巻七十三 列伝第六十一